# Katija Cortez
 (janvier 2025).
La mise en forme du texte ne suit pas les recommandations de Wikipédia : il faut le « wikifier ».
Les points d'amélioration suivants sont les cas les plus fréquents :
- Les titres sont pré-formatés par le logiciel. Ils ne sont ni en capitales, ni en gras.
- Le texte ne doit pas être écrit en capitales (les noms de famille non plus), ni en gras, ni en italique, ni en « petit »…
- Le gras n'est utilisé que pour surligner le titre de l'article dans l'introduction, une seule fois.
- L'italique est rarement utilisé : mots en langue étrangère, titres d'œuvres, noms de bateaux, etc.
- Les citations ne sont pas en italique mais en corps de texte normal. Elles sont entourées par des guillemets français : « et ».
- Les listes à puces sont à éviter, des paragraphes rédigés étant largement préférés. Les tableaux sont à réserver à la présentation de données structurées (résultats, etc.).
- Les appels de note de bas de page (petits chiffres en exposant, introduits par l'outil «  Source ») sont à placer entre la fin de phrase et le point final[comme ça].
- Les liens internes (vers d'autres articles de Wikipédia) sont à choisir avec parcimonie. Créez des liens vers des articles approfondissant le sujet. Les termes génériques sans rapport avec le sujet sont à éviter, ainsi que les répétitions de liens vers un même terme.
- Les liens externes sont à placer uniquement dans une section « Liens externes », à la fin de l'article. Ces liens sont à choisir avec parcimonie suivant les règles définies. Si un lien sert de source à l'article, son insertion dans le texte est à faire par les notes de bas de page.
- La présentation des références doit suivre les conventions bibliographiques. Il est recommandé d'utiliser les modèles {{Ouvrage}}, {{Chapitre}}, {{Article}}, {{Lien web}} et/ou {{Bibliographie}}. Le mode d'édition visuel peut mettre en forme automatiquement les références.
- Insérer une infobox (cadre d'informations à droite) n'est pas obligatoire pour parachever la mise en page.

Pour une aide détaillée, merci de consulter Aide:Wikification.
Si vous pensez que ces points ont été résolus, vous pouvez retirer ce bandeau et améliorer la mise en forme d'un autre article.
 (janvier 2025).
Pour les articles homonymes, voir Cortez.
Katija Cortez (née en 1996 à Sydney) est une mannequin et influenceuse australienne.

## Carrière
Katija Cortez a grandi à Sydney. Son père est originaire du Paraguay et sa mère de Croatie. Elle a étudié à l'Université de Sydney et a obtenu une licence de commerce avec distinction, un diplôme d'études supérieures en comptabilité agréée et deux prix universitaires (le prix du leadership étudiant et un prix du service communautaire). Après ses études, elle est allée travailler dans l'un des quatre grands cabinets comptables en tant que comptable et « on lui a promis beaucoup de choses en échange de son travail plus dur que tout le monde », où elle a obtenu sa licence d'expert-comptable. En outre, elle a obtenu une maîtrise en écriture créative à l'Université de Sydney.
Lorsque le deuxième confinement de la pandémie de coronavirus a frappé, Katija Cortez a décidé de faire un changement, de quitter son emploi et de poursuivre sa passion pour l'écriture, mais lorsqu'elle a été rejetée à plusieurs reprises, elle s'est tournée vers OnlyFans pour subvenir à ses besoins « déterminée à ne pas retourner à la comptabilité ». Elle devient escort de haut niveau,,.
En 2024, elle a plus de 10 000 followers sur Instagram.
Elle a été publiée trois fois dans Playboy, deux fois dans FHM et Maxim. Depuis 2022, elle a une émission « The Kat & Mark Show » avec Mark Vakus,

## Prix et distinctions
Australian Adult Industry Awards: 
- Australia's Best Female Escort 2025
- Australia's Best Female Escort 2024
- Best Postcast - The Kat & Mark Show 2025
- Best Postcast - The Kat & Mark Show 2024
- Best Postcast - The Kat & Mark Show 2023
- Industry Ambassador (2024)
- Best Presenter (2023)
- Host/MC 2023
- Host/MC 2024

FHM:
- Top 100 Sexiest Women of 2023  (Number  26)
- FHM Covergirl (France May 2023)

Maxim:
- Hottest 100 Women of 2024 (Number 48)
- Maxim Covergirl Australia July 2024
- Maxim Covergirl  New Zealand 2024
- Miss November of Maxim Calender 2025

Playboy:
- Norway Playmate of the Year 2023
- CovergirlAustralia July 2023
- Covergirl Norway August 2023
- Covergirl Norway September 2023